# Kai Hundertmarck

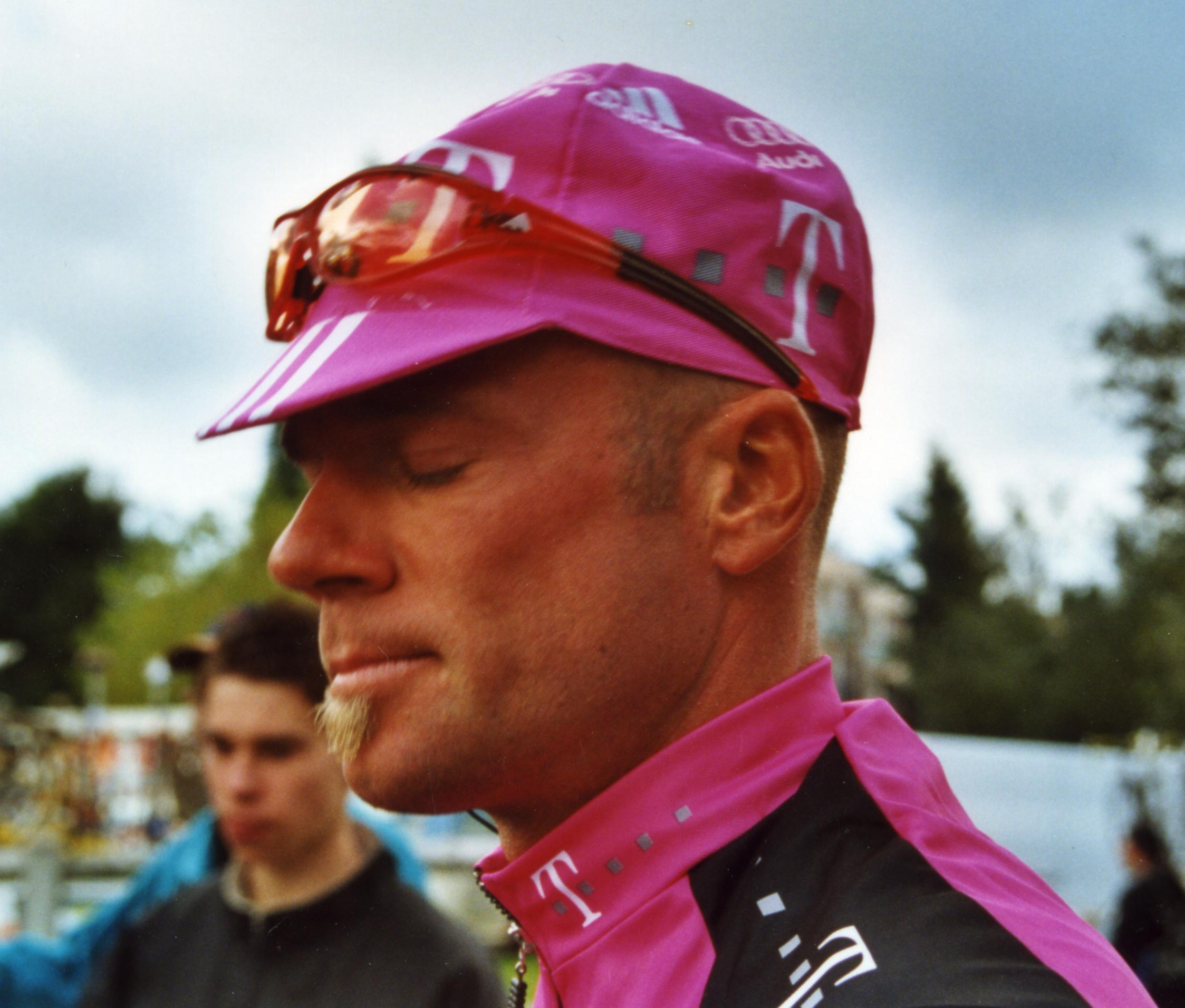
Kai Hundertmarck (2001)

Kai Hundertmarck (* 25. April 1969 in Kelsterbach) ist ein ehemaliger deutscher Radrennfahrer.

## Sportliche Laufbahn
Als Amateur gewann er bei den Straßenradsport-Weltmeisterschaften 1990 die Bronzemedaille im Mannschaftszeitfahren. 1990 gewann er die Brügelmann-Champion-Wertung, eine Jahreswertung für Amateure des Bundes Deutscher Radfahrer (BDR).
Von 1996 bis 2003 fuhr er für Team Telekom, zuvor für die Mannschaft Motorola. Sein größter Erfolg gelang ihm hier im Jahr 2000 mit dem Sieg bei Rund um den Henninger-Turm. 2004 beendete er seine Profikarriere als Radfahrer und widmete sich seitdem dem Triathlon.
Nach der Saison 2009 beendete er seine sportliche Karriere endgültig. Seine höchste Platzierung beim Ironman Hawaii war Platz 16 im Jahr 2004. Sein bestes Ergebnis insgesamt erzielte er 2007 beim Ironman Austria als Vierter. 2019 startete er erneut als Amateur beim Ironman Hawaii.
Öffentlich bekannt wurde ein Streit zwischen dem Triathleten und dem Veranstalter des Ironman Germany in Frankfurt, Kurt Denk. Dieser verlangte im Jahr 2007 von den Athleten eine eidesstattliche Erklärung, nie gedopt zu haben. Hundertmarck gab eine veränderte Erklärung ab, da er, seiner Aussage nach, sonst zum Start an weiteren Wettbewerben verpflichtet würde. Der Veranstalter Kurt Denk stellte den ehemaligen Telekom-Profi jedoch öffentlich wegen einer möglichen Doping-Vergangenheit in Frage. Es folgte ein Schlagabtausch; Hundertmarck wurde lebenslang vom Ironman Germany ausgeschlossen. Um seine Unschuld zu erklären, erbrachte Hundertmarck letztlich den Anti-Doping-Eid, obwohl er nicht beim Wettbewerb startete.

## Berufliches
Kai Hundertmarck ist als Vertriebsleiter der Storck Bicycle GmbH tätig.

## Familiäres
Kai Hundertmarck ist der Enkel des deutschen Amateurmeisters im Straßenrennen von 1925, Hans Hundertmarck.

## Siege
1989
- eine Etappe und Gesamtwertung Bayern-Rundfahrt.

1990
- Rheinland-Pfalz-Rundfahrt

1997
- eine Etappe Regio-Tour
- zwei Etappen Hessen-Rundfahrt

2000
- Rund um den Henninger-Turm

2001
- eine Etappe Tour Down Under

2003
- Rund um die Nürnberger Altstadt
- eine Etappe Hessen-Rundfahrt

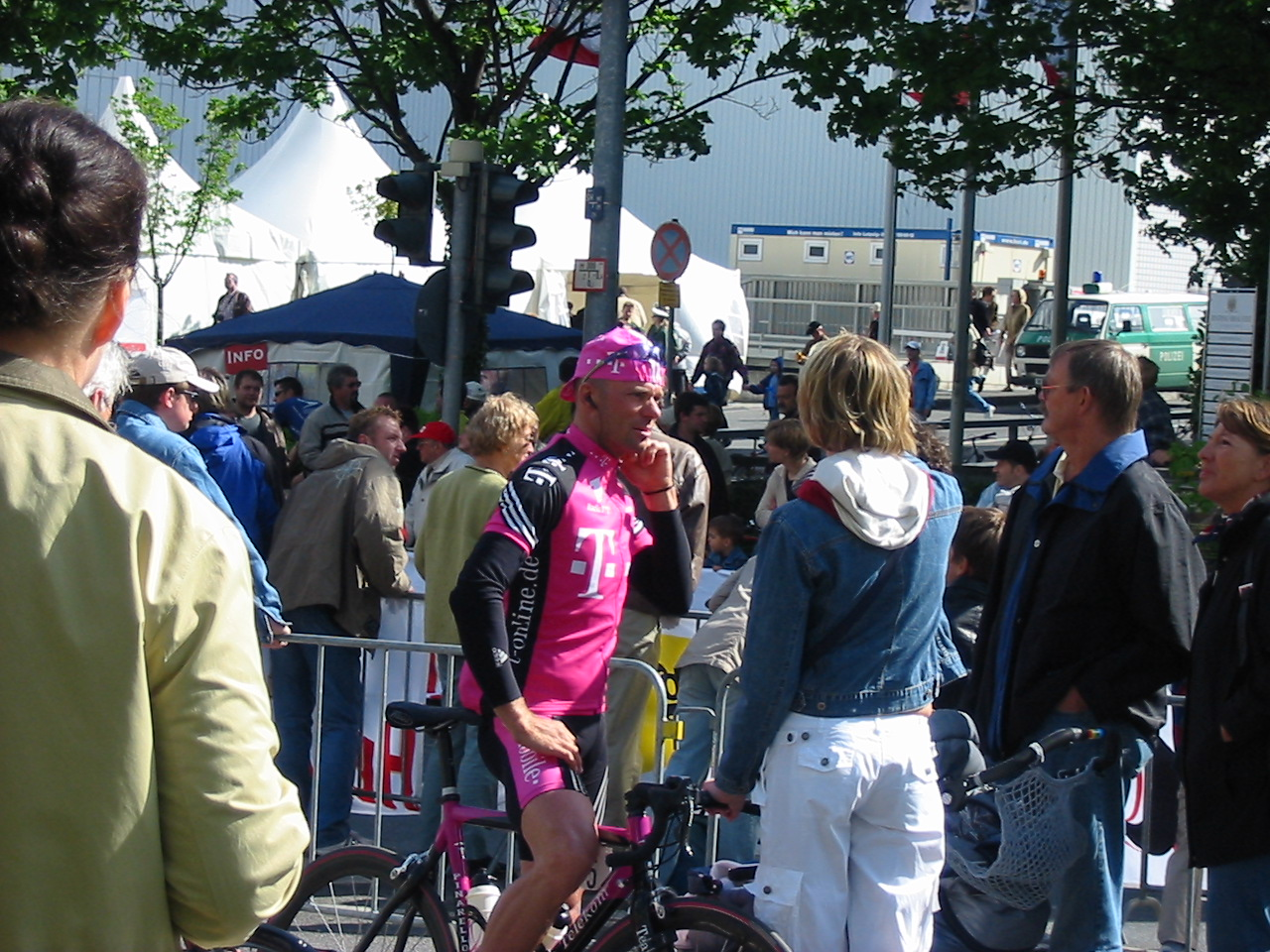
Hundertmarck bei Rund um den Henninger-Turm 2003
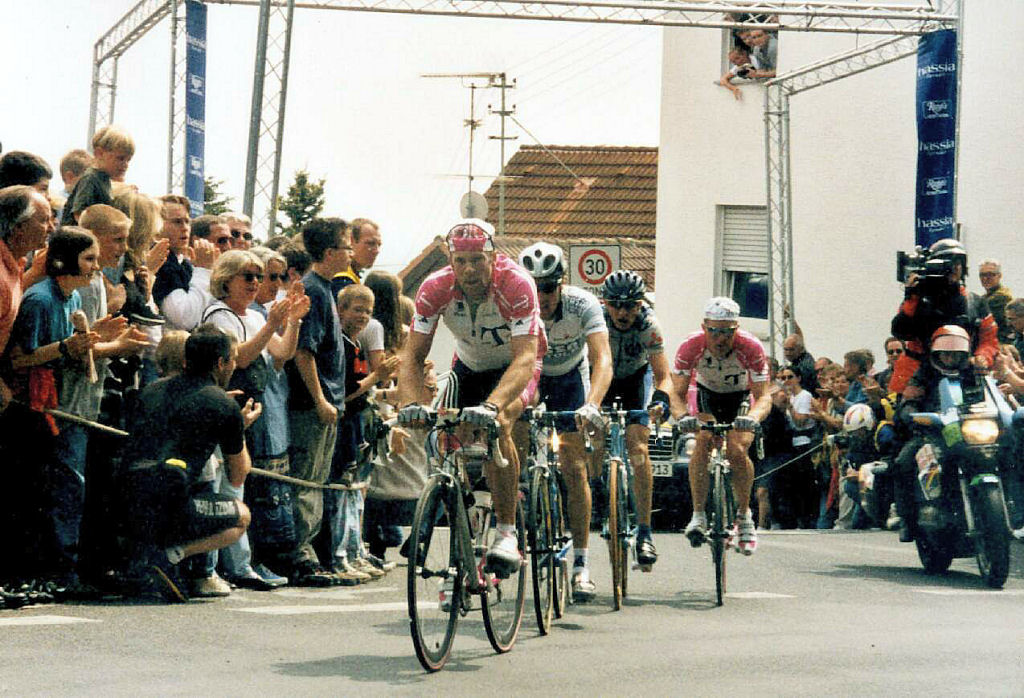
Rund um den Henninger-Turm am 1. Mai 2000: Kai Hundertmarck am Mammolshainer Berg